# George Townshend (amiral)
L'amiral l'hon. George Townshend (29 octobre 1716 - août 1769) est un commandant de la marine britannique .

## Carrière navale
Il est le fils aîné de Charles Townshend (2e vicomte Townshend), et de sa deuxième épouse, Dorothy, sœur du premier ministre Robert Walpole.
Il sert dans la Royal Navy et, après avoir été promu capitaine le 30 janvier 1739, il reçoit le commandement du Troisième rang HMS Bedford en 1743 et participe à la Bataille du cap Sicié en février 1744 avant de commander la flotte britannique au siège de Gênes en 1746 lors de la guerre de Succession d'Autriche. Il sert en tant que commandant en chef de la station de la Jamaïque de 1749 à 1752 et, après avoir été promu au grade de contre-amiral le 6 janvier 1755, il est de nouveau commandant en chef de la station de la Jamaïque de 1755 à 1757.
Promu vice-amiral en février 1757 et amiral en 1765, il meurt en août 1769.

## Sources
- Frank Cundall, Historic Jamaica, West India Committee, 1915 (lire en ligne)
- Sir Richard Lodge, Studies in Eighteenth Century Diplomacy 1740-1748, John Murray, 1930